# Eucalyptus patens

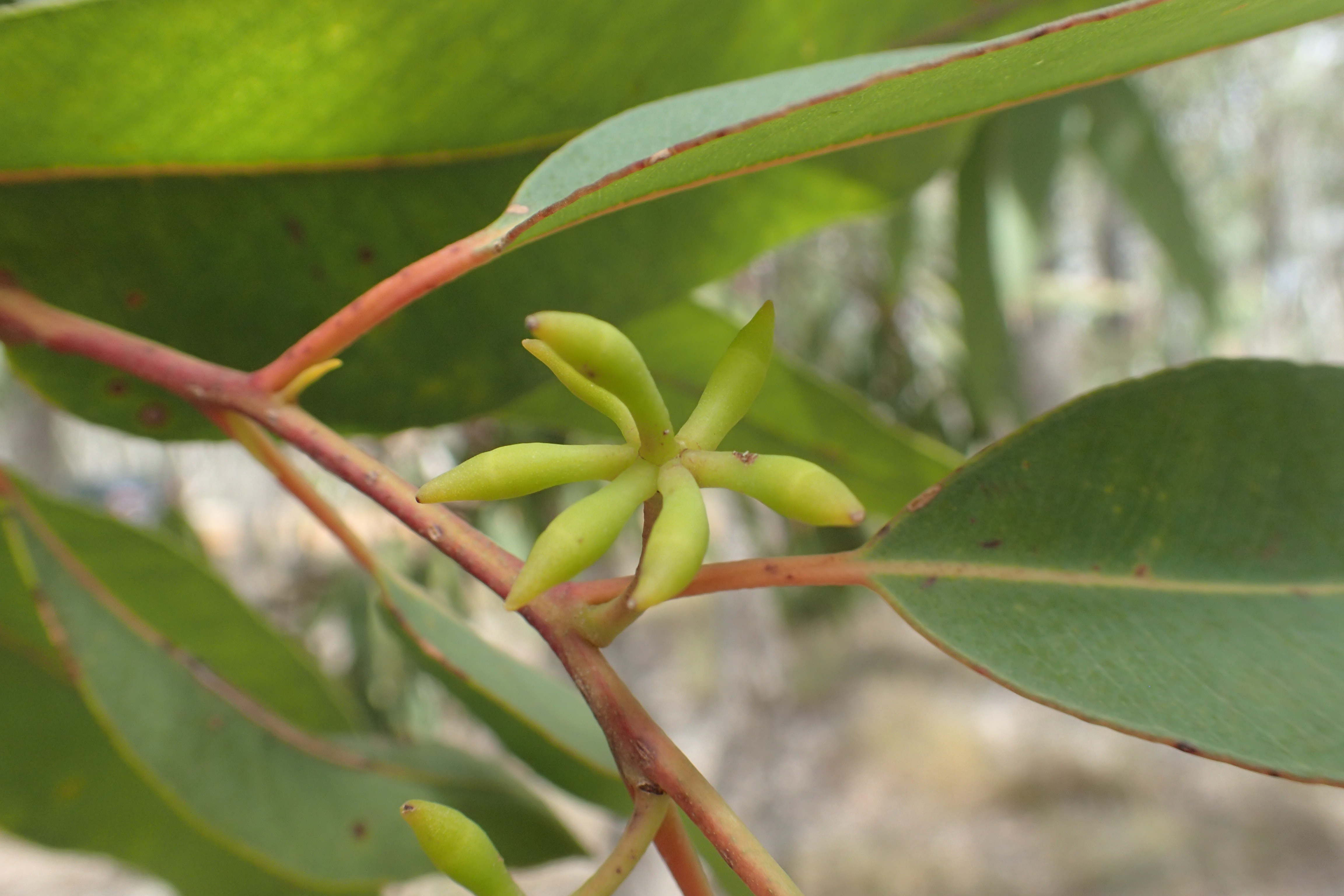
Gomos florais

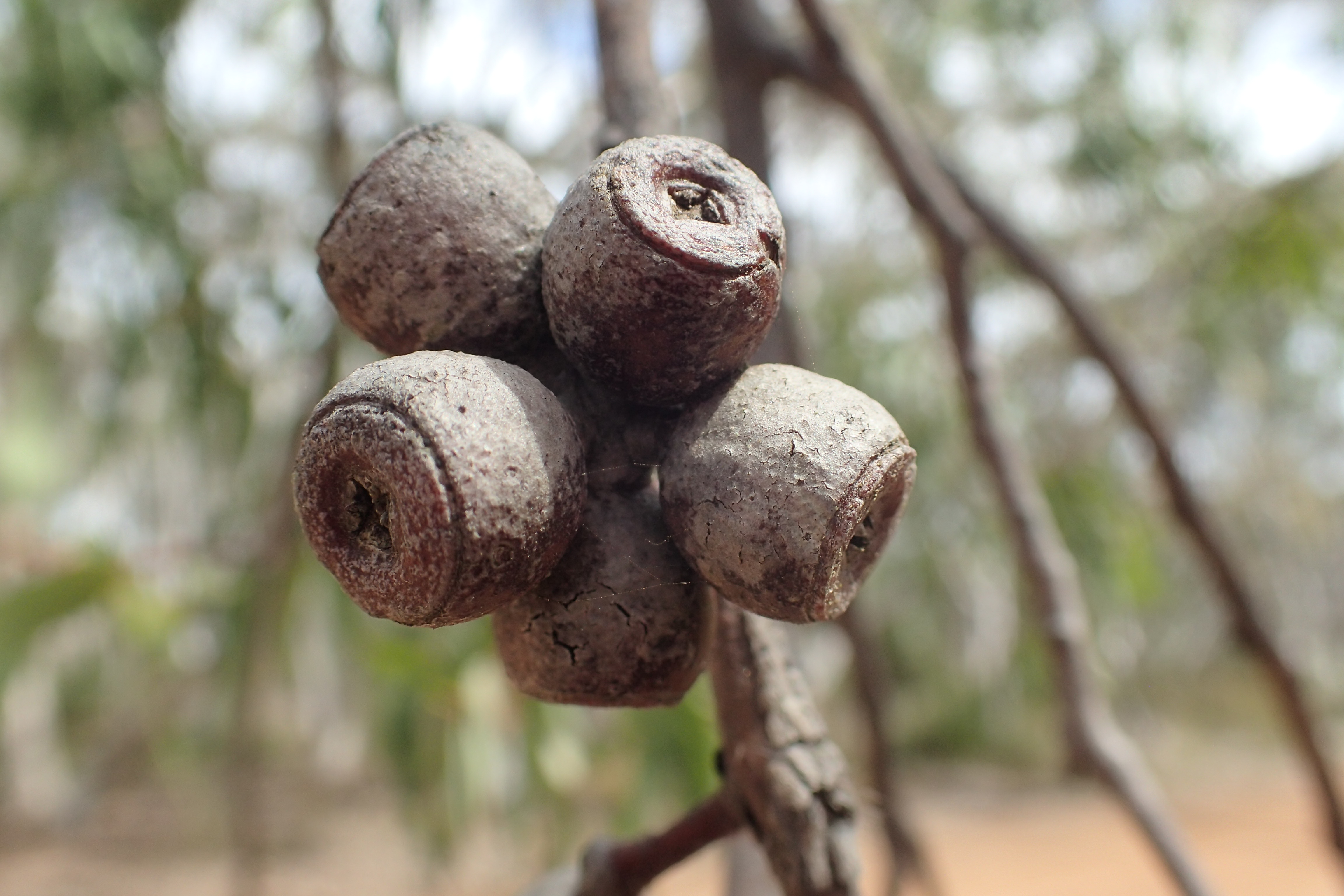
Frutos

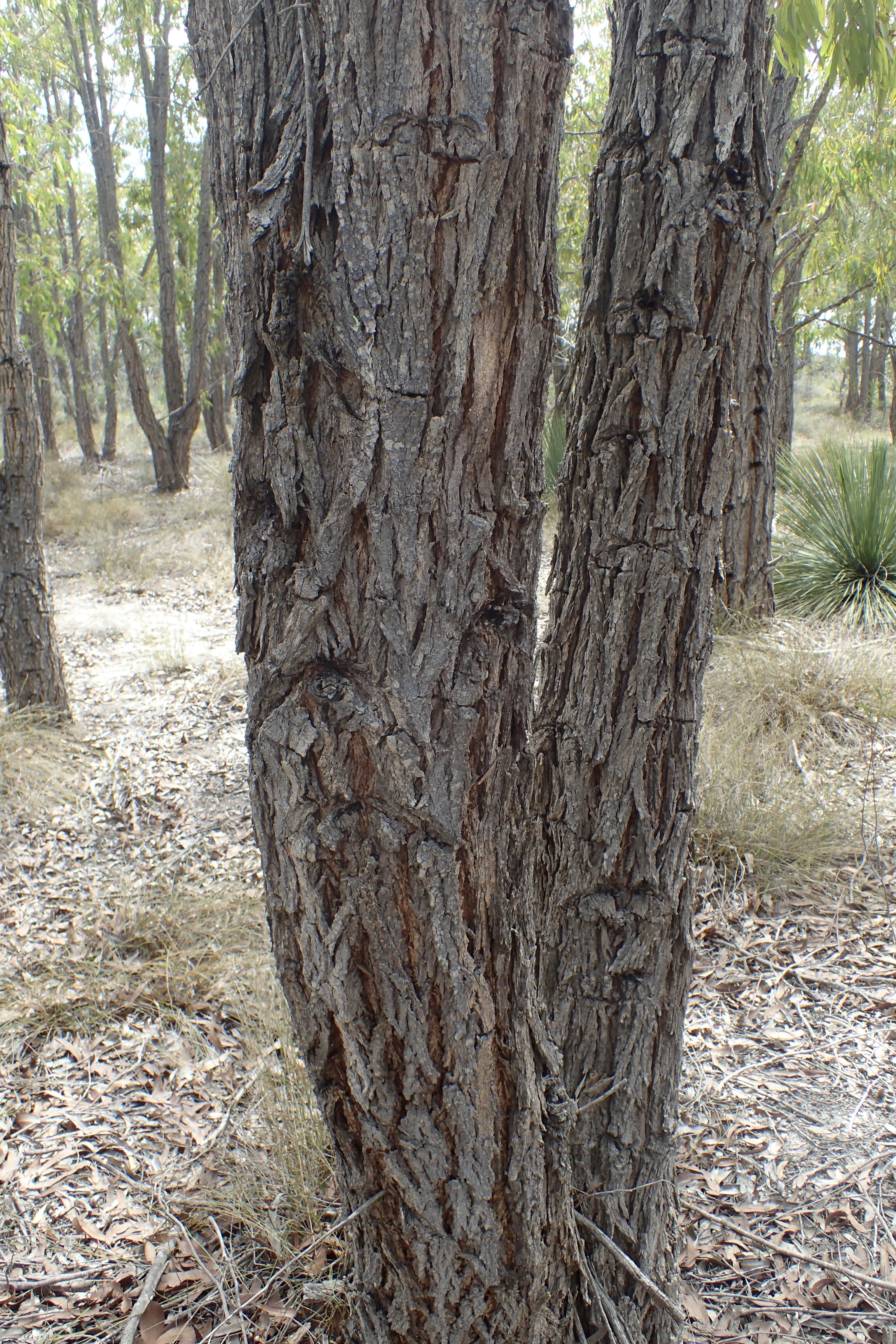
Casca

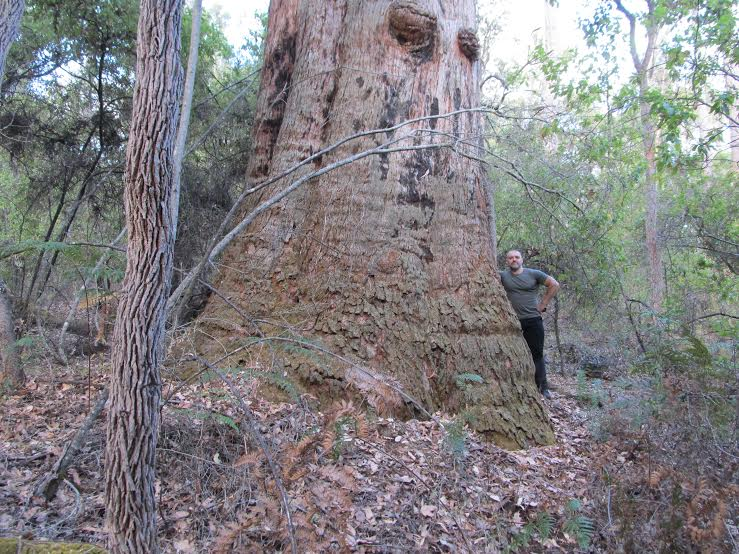
The Dominator, o maior Eucalyptus patens

Eucalyptus patens é uma espécie de planta com flores da família Myrtaceae, endêmica do sudoeste da Austrália Ocidental. Possui casca áspera no tronco e nos galhos, folhas lanceoladas, flores branco-creme e frutos esféricos a ovais.

## Descrição
O Eucalyptus patens é uma árvore que pode alcançar até 45 metros de altura, com uma circunferência a altura do peito de até 1,8 metro, embora em locais menos favoráveis se desenvolva como uma árvore menor ou mallee. Sua casca é grossa, friável, de textura áspera e profundamente sulcada em linhas longitudinais, exibindo um tom cinza por fora e um leve matiz amarelado por dentro. As folhas adultas, de um verde-azulado opaco, são dispostas alternadamente. A lâmina foliar é lanceolada, por vezes curvada, afunilando-se em uma ponta fina, medindo geralmente 10 a 16 mm de comprimento e 12 a 30 mm de largura, sustentada por um pecíolo achatado ou canaliculado de 10 a 20 mm. Os gomos florais surgem nas axilas das folhas, em grupos de sete a onze, sobre um pedúnculo não ramificado de 10 a 20 mm, com cada botão em um pedicelo de 1 a 4 mm. Os gomos maduros têm formato de clava, com uma caliptra hemisférica a cônica de 5 a 6 mm de comprimento e 6 a 7 mm de largura, sobre um hipanto em forma de sino de tamanho similar. As flores, de cor branco-creme, aparecem entre julho e agosto ou de novembro a fevereiro. O fruto é uma cápsula lenhosa, mais ou menos esférica a oval, com 9 a 14 mm de comprimento e 9 a 12 mm de largura, com válvulas abaixo do nível da borda.

## Taxonomia
A espécie foi descrita formalmente pelo botânico George Bentham em 1867, na obra Flora Australiensis [en]. Os espécimes-tipo incluíam material coletado por Augustus Frederick Oldfield [en] perto do rio Harvey [en] na década de 1840.
O epíteto patens vem do latim, significando "aberto" ou "espalhado", referindo-se à forma da árvore "em pé aberta", embora isso não seja uma característica distintiva da espécie. O nome comum, yarri, tem origem nos aborígenes australianos.
O nome vernacular "blackbutt" (casca preta), diferenciado como blackbutt do rio Swan ou da Austrália Ocidental, é compartilhado por outras espécies distintas de Eucalyptus nas regiões central e leste da Austrália. O termo "blackbutt" refere-se à cor do tronco, por vezes enegrecido por fogo. Devido a essa ambiguidade, o nome yarri tornou-se preferido para a árvore, a madeira e o tipo de floresta.

## Distribuição
O Eucalyptus patens prospera em solos cascalhentos com argila arenosa. É frequentemente encontrado em depressões, margens de riachos ou vales nas regiões Peel [en], Sudoeste e Grande Sul [en]. Sua distribuição se estende até o norte, alcançando o rio Avon [en]. A espécie ainda ocorre na Cordilheira Darling, perto dos reservatórios Represa Canning [en], Mundaring Weir [en] e Represa Serpentine [en], e no Monte Cooke [en], o pico mais alto da cordilheira.

## Ecologia
O Eucalyptus patens é considerado um dos seis gigantes florestais da Austrália Ocidental, ao lado de Eucalyptus gomphocephala [en], Eucalyptus diversicolor, Eucalyptus jacksonii, Eucalyptus marginata e Corymbia calophylla.
No Planalto Darling, o Eucalyptus patens ocorre em vales profundos, com Eucalyptus marginata ou Corymbia calophylla, e em encostas acima de comunidades de plantas pantanosas em afluentes menores. Às vezes, forma grupos de indivíduos crescendo próximos uns dos outros. As folhas juvenis são largas e voltadas para cima, permitindo que a muda compita na sombra de outras árvores e arbustos altos, assumindo as folhas alongadas e voltadas para baixo típicas dos eucaliptos ao amadurecer.
As flores atraem diversos insetos e pássaros, que se alimentam do néctar ou caçam outros insetos. A fertilidade do solo e as árvores associadas ao seu habitat favorecem uma grande diversidade e quantidade de insetos na folhagem. Roselas (Platycercus), melifagídeos (Meliphagidae) e periquito-de-colar-amarelo são frequentemente vistos se alimentando ao redor da árvore. A casca de textura áspera oferece um habitat diversificado e refúgio para insetos, que são procurados por aves da família Neosittidae [en] ao longo dos galhos. O Conopophila whitei também busca insetos nos sulcos da casca, diferentemente de seu método usual de caça aérea.

## Usos
A madeira é escassa como recurso madeireiro, pois grande parte de sua área de distribuição está agora em reservas de conservação. Mesmo em florestas onde a extração é permitida, reservas informais ao redor de riachos excluem a árvore, que predomina nas partes mais úmidas da paisagem. Sua madeira está entre as mais resistentes ao fogo no mundo.
O cerne da madeira varia de marrom-claro a escuro, é duro, durável, com textura grosseira a intermediária e grão entrelaçado a reto. A densidade da madeira seca ao ar varia de 690 a 915 kg/m³, sendo adequada para construção, dormentes de ferrovia e pisos. Suas propriedades são semelhantes às do Eucalyptus marginata, embora seja mais clara e tenha disponibilidade mais limitada.
É uma árvore viável para cultivo, com diversas publicações e sites oferecendo informações claras sobre seu plantio fora de seu habitat natural. As sementes, contidas em cápsulas, podem ser coletadas em qualquer época do ano e germinam sem tratamento especial.
A árvore produz grande quantidade de pólen e floresce antes do Corymbia calophylla, uma importante fonte de néctar, podendo ser usada para aumentar a criação de filhotes em colmeias.

## Galeria

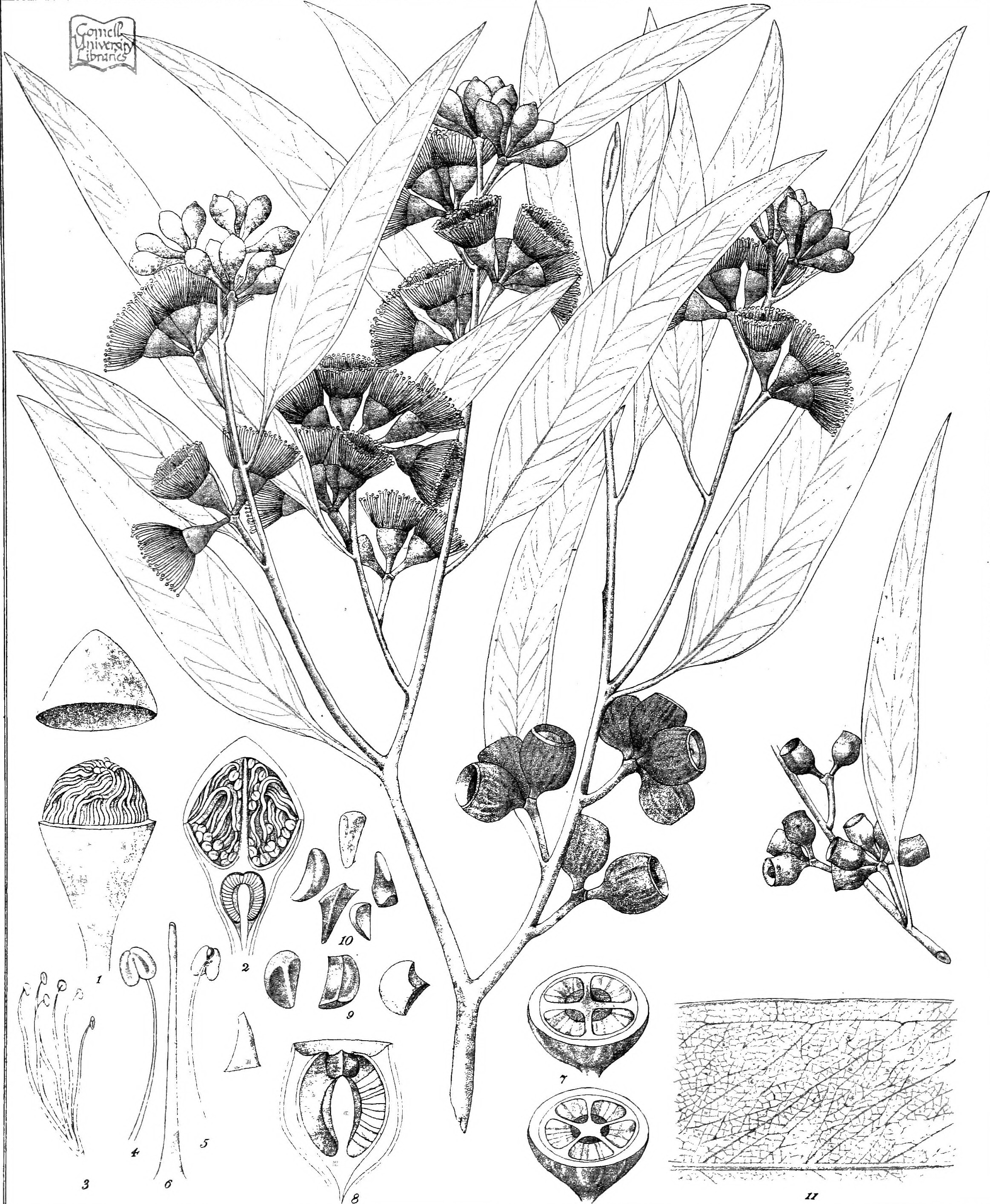
Detalhes do Eucalyptus patens na obra Eucalyptographia. A descriptive atlas (1879)
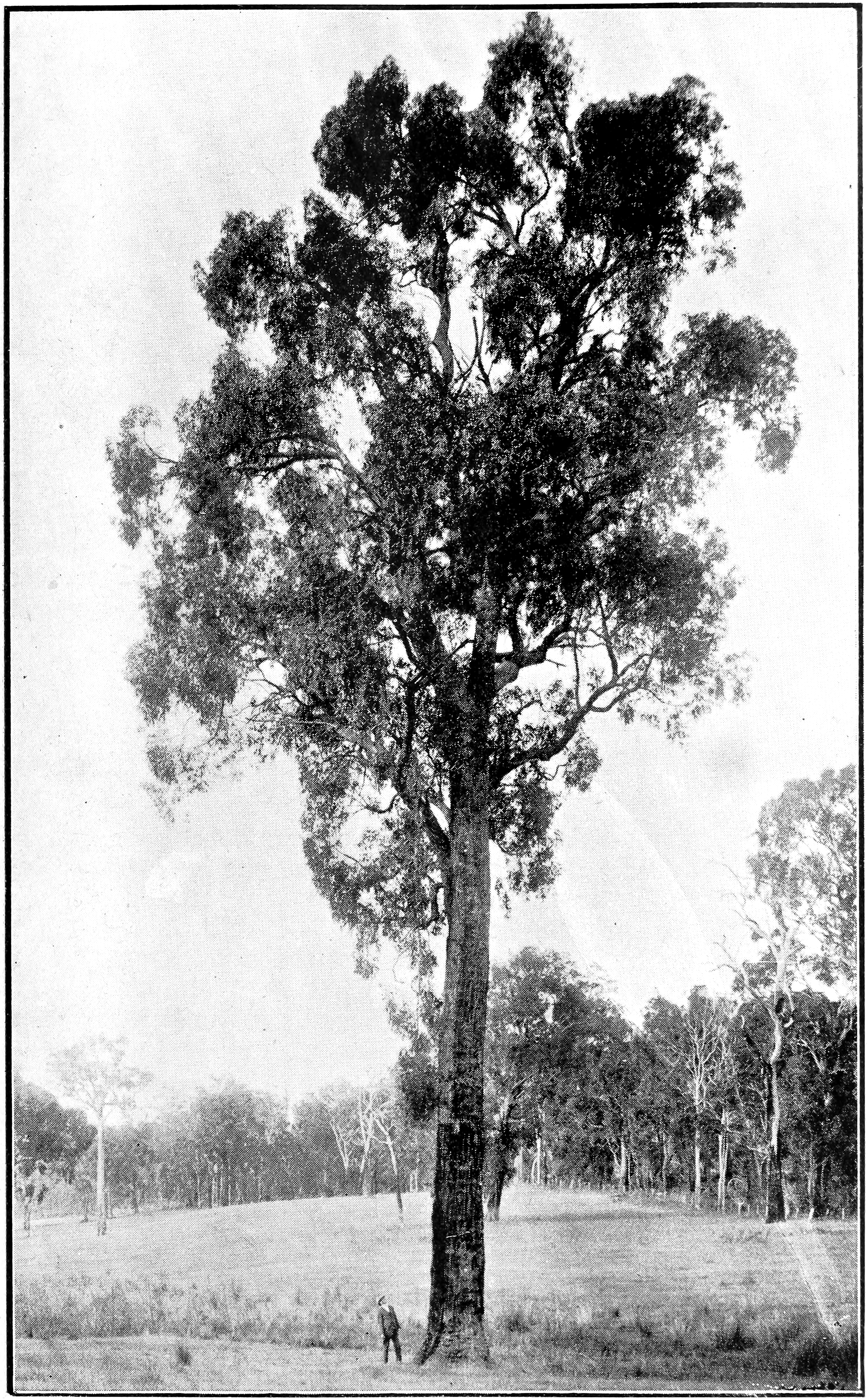
Eucalyptus patens com um homem à esquerda, c. 1922